# Punta del Capo

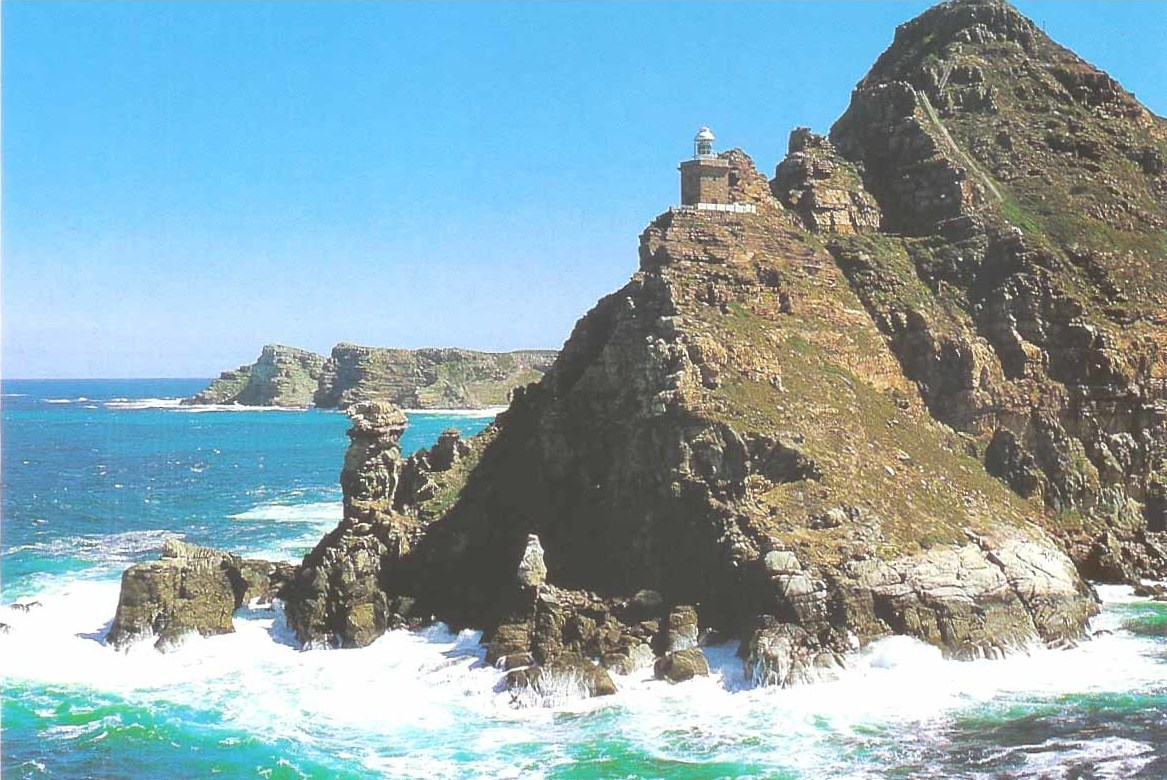
Punta del Capo in primo piano a sinistra e Capo di Buona Speranza appena dietro a circa 2,3 km di distanza

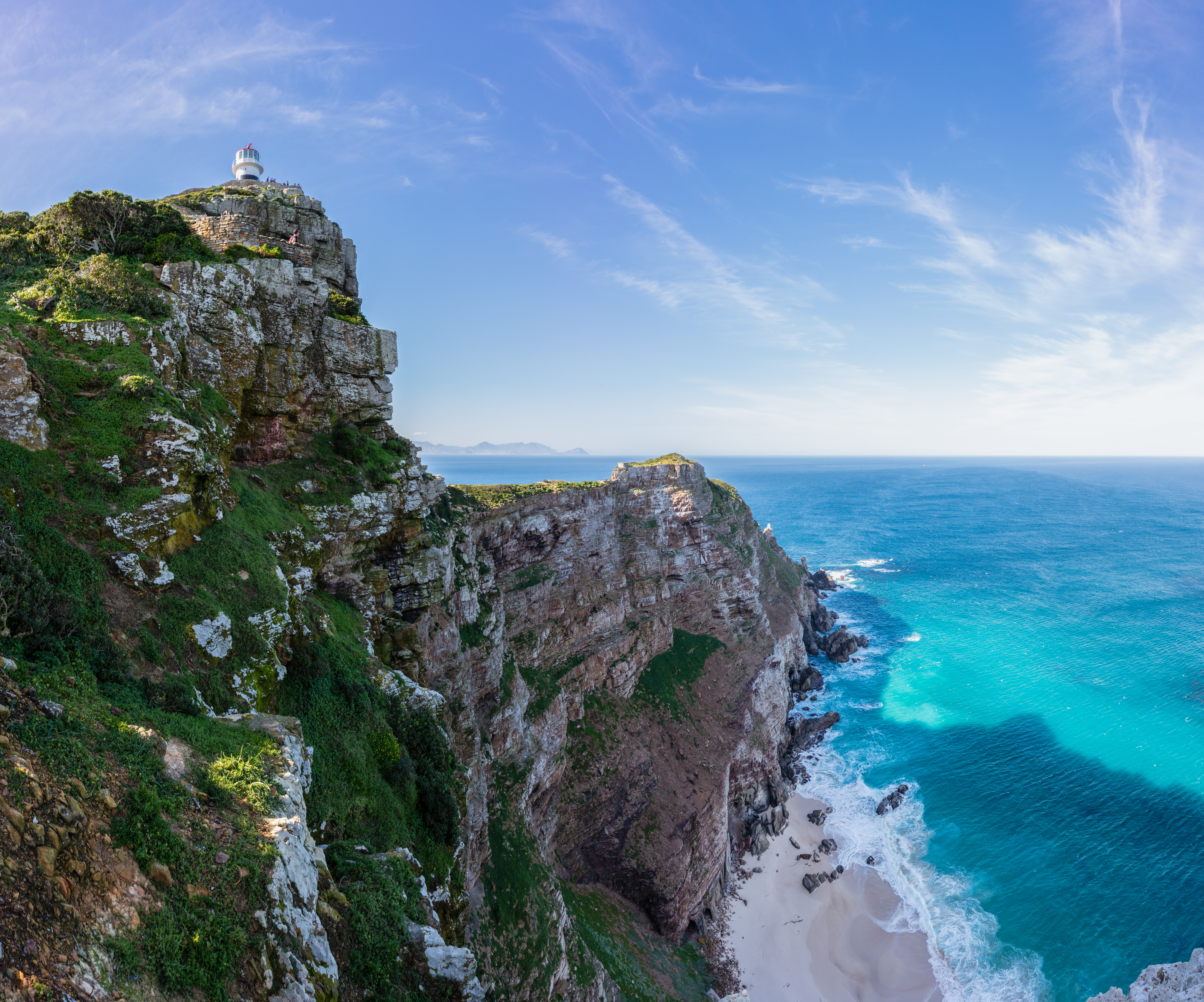
Guardando da dietro il vecchio faro (in alto a sinistra) verso il nuovo faro (il puntino bianco illuminato dal sole molto vicino alla punta). I fari si trovano a 700 metri di distanza e il nuovo faro è 162 metri più basso in modo da essere visibile in presenza di nuvole basse.

Punta del Capo è un promontorio all'estremità sud-est della penisola del Capo, un'emergenza geologica e paesaggistica rocciosa nella Repubblica del Sudafrica che corre da nord a sud per circa trenta chilometri fino all'estremità sud-occidentale del continente africano. la punta è vicina a Città del Capo e alla montagna della Tavola che sono situate sull'estremità settentrionale della stessa penisola. Il promontorio si trova alle coordinate 34°21′26″S 18°29′51″E, circa 2,3 chilometri (1,4 mi) a est, e leggermente a nord, rispetto al Capo di Buona Speranza sull'estremità a sud-ovest. Sebbene questi due promontori rocciosi siano molto conosciuti, nessuno dei due è il punto più a sud dell'continente africano; la posizione più meridionale, in realtà, appartiene a Cape Agulhas, che si trova circa 150 chilometri (93 mi) a est-sud-est.

## I picchi
Il picco di punta del Capo è più alto di quello del capo di Buona Speranza. Il crinale aspro e sedimentario (arenaria della montagna della Tavola) che si innalza da punta del Capo a livello del mare si evolve in due picchi. C'è un picco maggiore, che definisce il profilo panoramico in quella zona, ma c'è anche un picco più piccolo circa 100 metri (328 ft) più a sud. Il picco più alto ha sulla cima il vecchio faro. La funicolare dell'olandese volante (in inglese Flying Dutchman Funicular) collega la zona nord partendo da un parcheggio fino ad arrivare pressappoco sotto il livello del vecchio faro, da dove si diparte una breve rampa di scale che conduce a una piattaforma panoramica attorno alla base del faro. Dal termine della ferrovia, un secondo sentiero conduce alla cima inferiore.

## Il faro

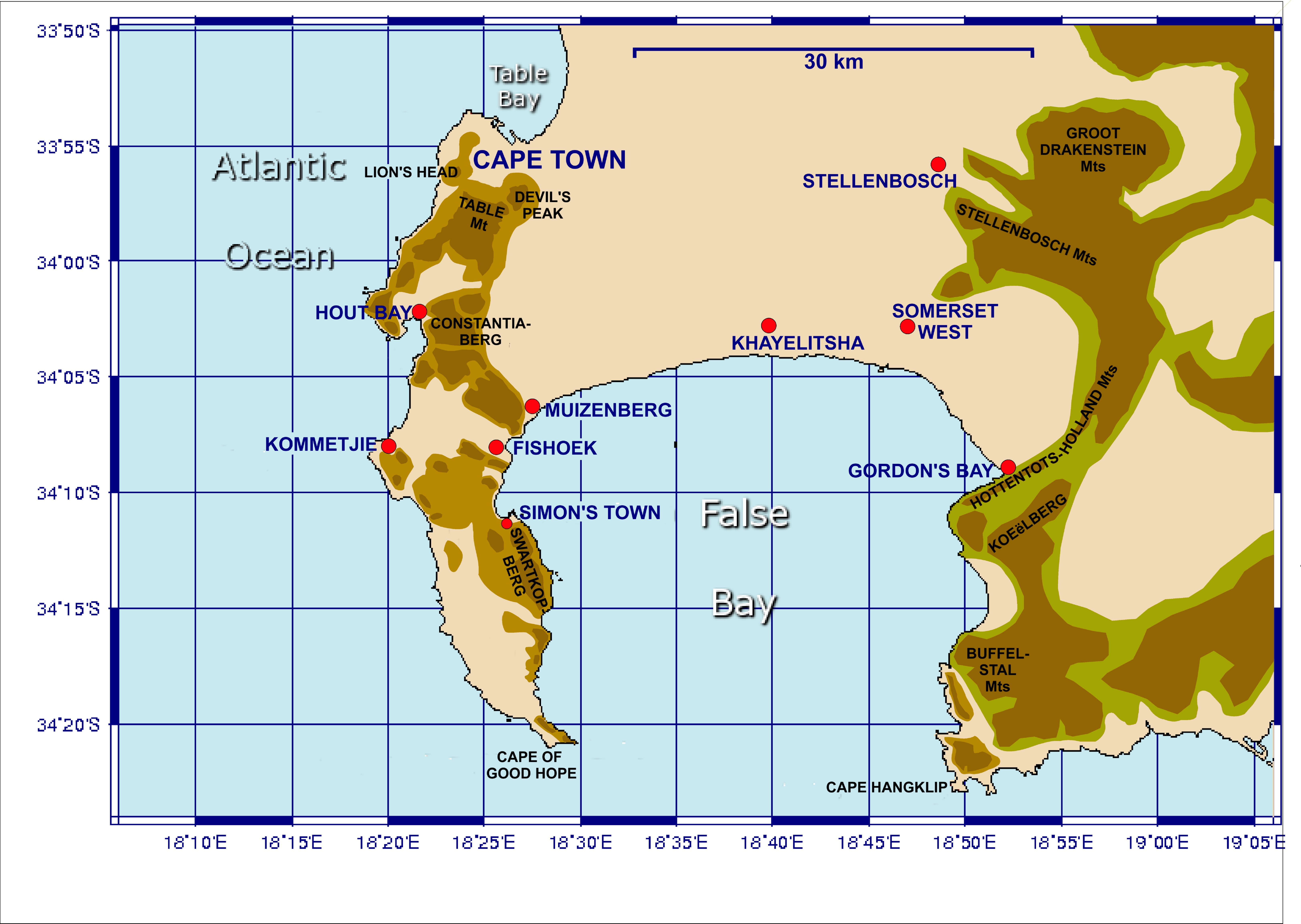
Una mappa della penisola del Capo che mostra le sue principali caratteristiche. Punta del Capo è il piccolo promontorio che si protende verso est da capo di Buona Speranza all'estremità meridionale della Penisola. Il faro è situato su punta del Capo, anziché su Capo di Buona Speranza a ovest.

Il nuovo faro è situato ad una quota di 87 metri (285 ft) sopra il livello del mare, più in basso del vecchio faro, che si trova alle coordinate 34°21′12″S 18°29′25.2″E e a un'altitudine di 262 metri (859,6 ft) sopra il livello del mare. Questa scelta ha due motivi: il vecchio faro  poteva essere visto "troppo in anticipo" dalle navi che circumnavigavano la punta verso est, facendole accostare troppo rapidamente. In secondo luogo, i manti di nebbia spesso prevalgono ai livelli più alti, rendendo invisibile alla navigazione il vecchio faro. Il 18 aprile 1911, il transatlantico portoghese Lusitania si incagliò a sud di punta del Capo, su Bellows Rock (34°23′22″S 18°29′23″E), proprio per questo motivo, il che incoraggiò il trasferimento del faro su una quota più bassa.
Il nuovo faro, situato a 34°21′26″S 18°29′49″E, non può essere visto da ovest fino a quando le navi non si trovano a una distanza di sicurezza a sud. La luce del nuovo faro di punta del Capo è la più potente della costa sudafricana, estendendosi su un raggio di 101 km; 55 nmi (63 mi) e un'intensità di 10 megacandelas per ogni lampeggio.

## Approfondimenti

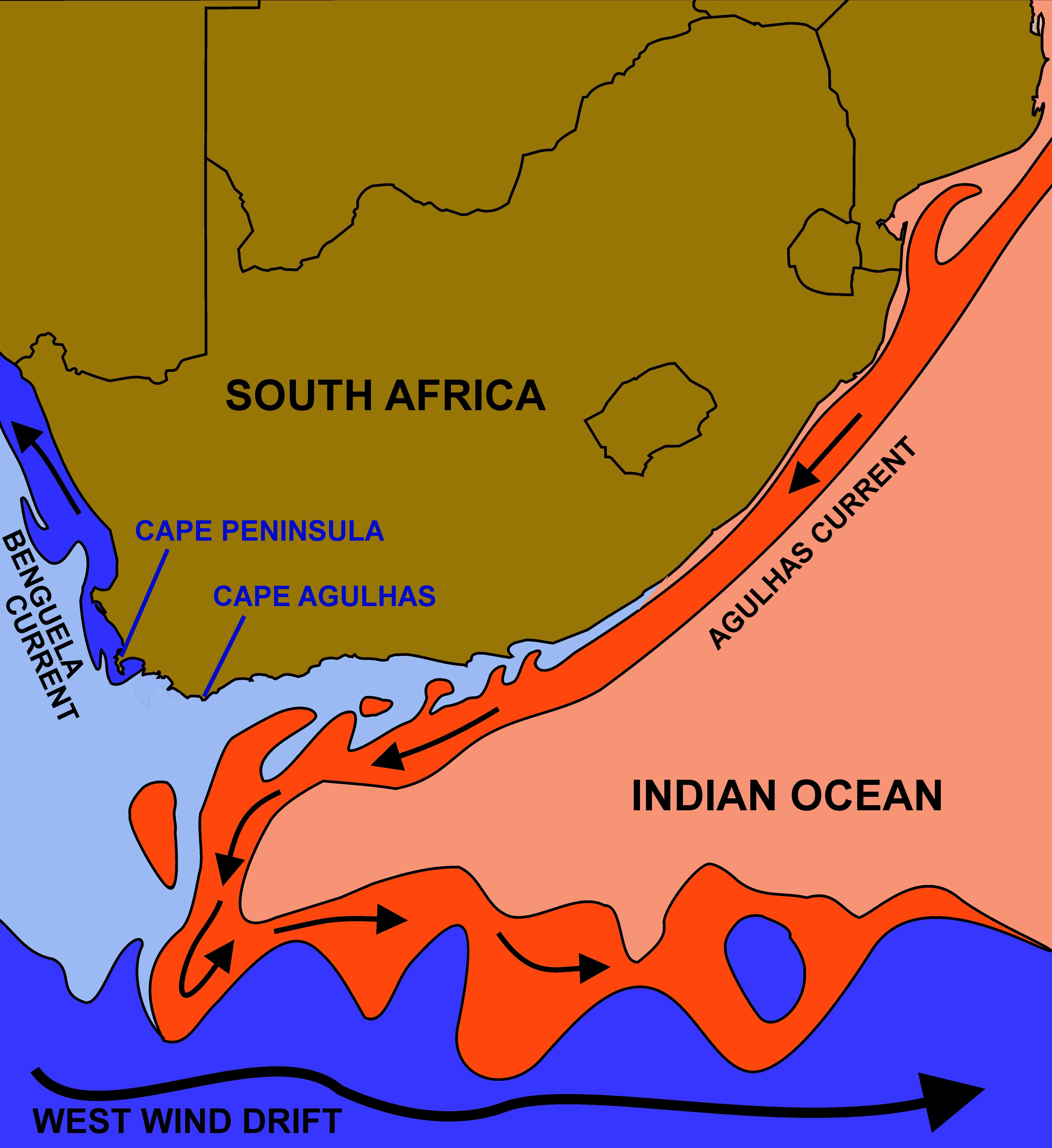
I flussi caldi della corrente di Agulhas (in rosso) lungo la costa orientale del Sudafrica e quelli freddi della corrente del Benguela (in blu) lungo la costa occidentale. Si noti che la corrente del Benguela non proviene dalle acque antartiche dell'Oceano Atlantico meridionale, ma dalla risalita dell'acqua che dalle fredde profondità dell'Oceano Atlantico impatta contro la costa occidentale e risale. Le due correnti non si "incontrano" in nessun punto lungo la costa meridionale dell'Africa, ad eccezione dei vortici casuali delle due correnti che sorgono e si mescolano a ovest di Cape Agulhas.

La punta del Capo fa parte del parco della montagna della Tavola, all'interno di un'area denominata Capo di Buona Speranza. Questa sezione ricopre l'intera punta meridionale della penisola del Capo e occupa pressappoco il 20% della sua superficie totale. La sezione Capo di Buona Speranza è per lo più selvaggia, incontaminata e non sviluppata, rappresentando un importante rifugio per gli uccelli marini. La vegetazione è costituita principalmente da boscaglia fine sabbiosa peninsulare (in inglese Peninsula Sandstone Fynbos).
Viene spesso affermato che Punta del Capo sia il luogo in cui si scontrano i flussi freddi della corrente del Benguela dell'Oceano Atlantico e quelli caldi della corrente di Agulhas dell'Oceano Indiano. In effetti, il punto di incontro oscilla lungo la costa meridionale e sud-occidentale del promontorio, di solito tra Capo Agulhas e punta del Capo. Le due correnti che si mescolano aiutano a creare il microclima di città del Capo e dei suoi dintorni. A dispetto della credenza popolare, il punto d'incontro delle correnti non produce effetti visivi evidenti; non esiste una "zona dell'oceano" dove possano apprezzarsi cambiamenti di colore nelle acque o in cui il mare cambi aspetto o vi appaia diverso. Vi sono, tuttavia, forti e pericolose maree e correnti localizzate intorno a quel punto e nelle acque adiacenti. Queste acque travagliate hanno assistito a innumerevoli catastrofi marittime nei secoli successivi ai primi tentativi di circumnavigazione dell'Africa.
La pesca è fiorente lungo la costa ma le ondate imprevedibili rendono molto pericolosa la pesca dalla scogliera. Nel corso degli anni, decine di pescatori sono stati spazzati via dalle piattaforme rocciose, trascinati e uccisi dalle onde anomale. Falsa Baia, che si apre a est e nord di punta del Capo, è l'ubicazione del noto porto navale di Simon's Town. La baia è pure nota – anche in senso negativo – per i suoi grandi squali bianchi, che vanno a caccia delle foche del Capo che vivono in quell'area.

## Ricerca sul clima
Punta del Capo è il sito di una delle stazioni di ricerca atmosferiche del centro di osservazione climatica globale (in inglese Global Atmosphere Watch). Nei primi anni del XX secolo, venivano occasionalmente avvistati da Punta del Capo degli iceberg provenienti dall'Antartide, ma in seguito non vi sono più stati veri e propri avvistamenti di ghiaccio, un fenomeno che alcuni climatologi ed esperti abbiano attribuito al riscaldamento globale.

## Galleria d'immagini

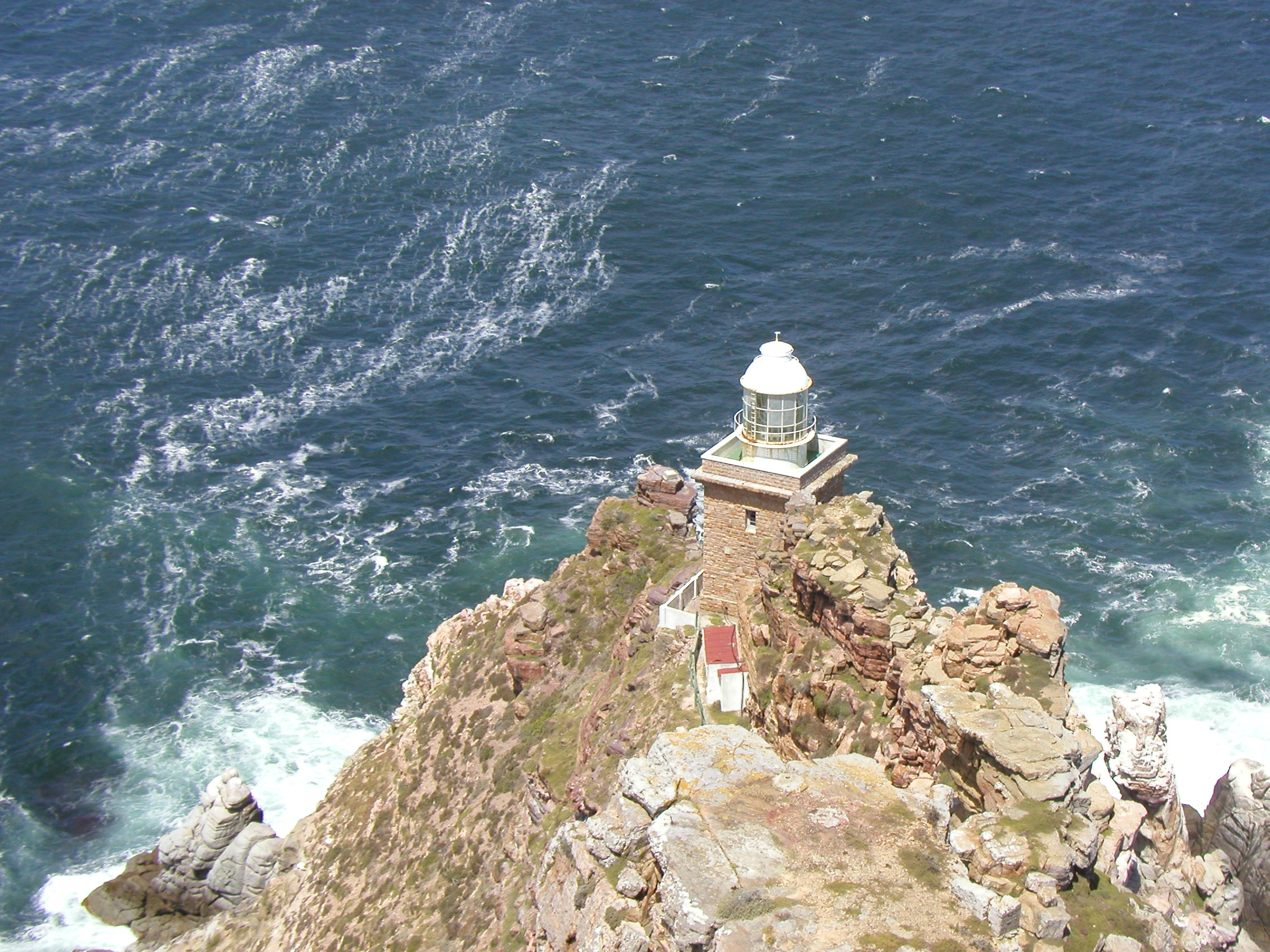
Il "nuovo" faro del 1919, in cima a Dias Point, in sostanza punta del Capo
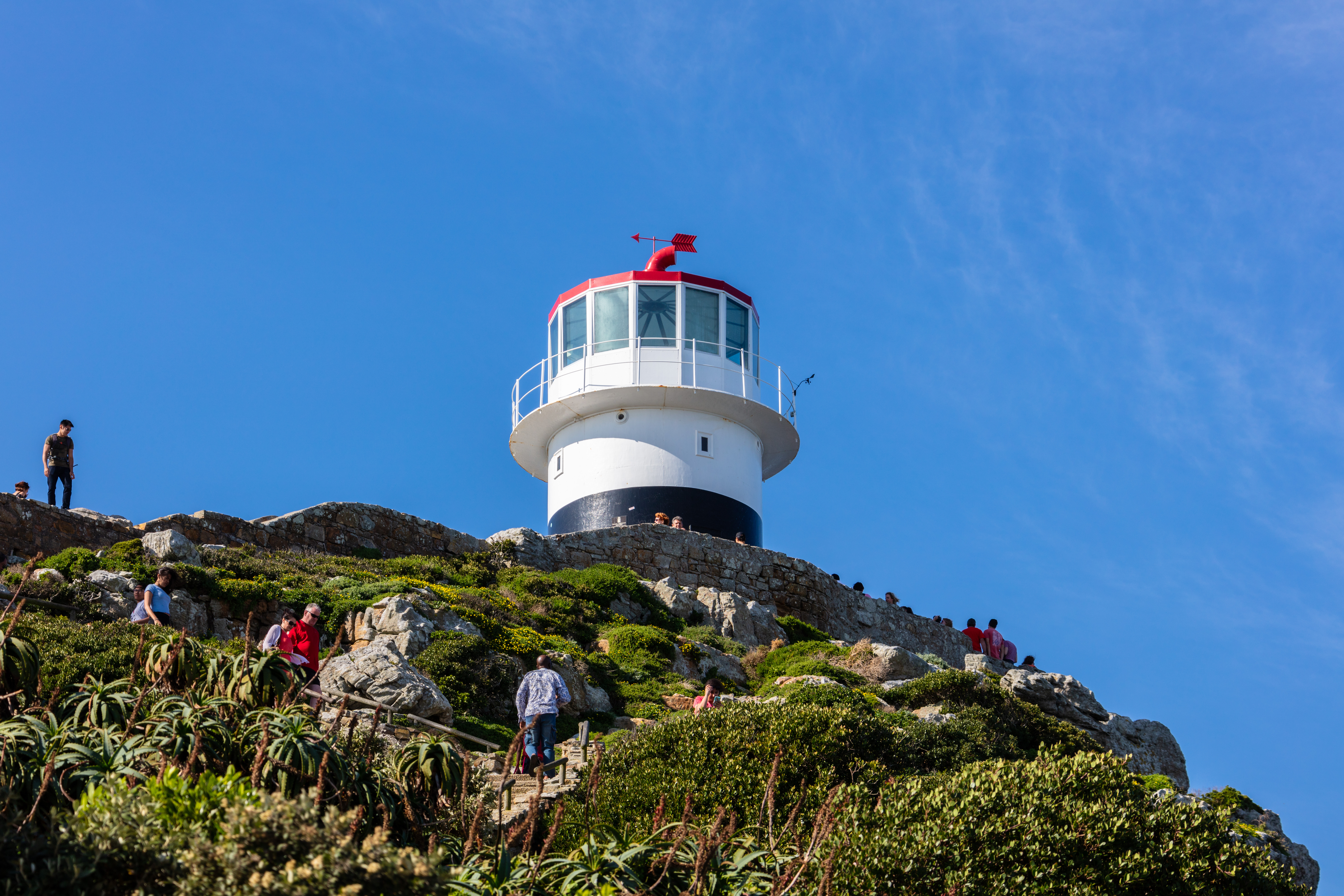
Il vecchio faro in cima al promontorio di punta del Capo, in uso dal 1860 al 1919
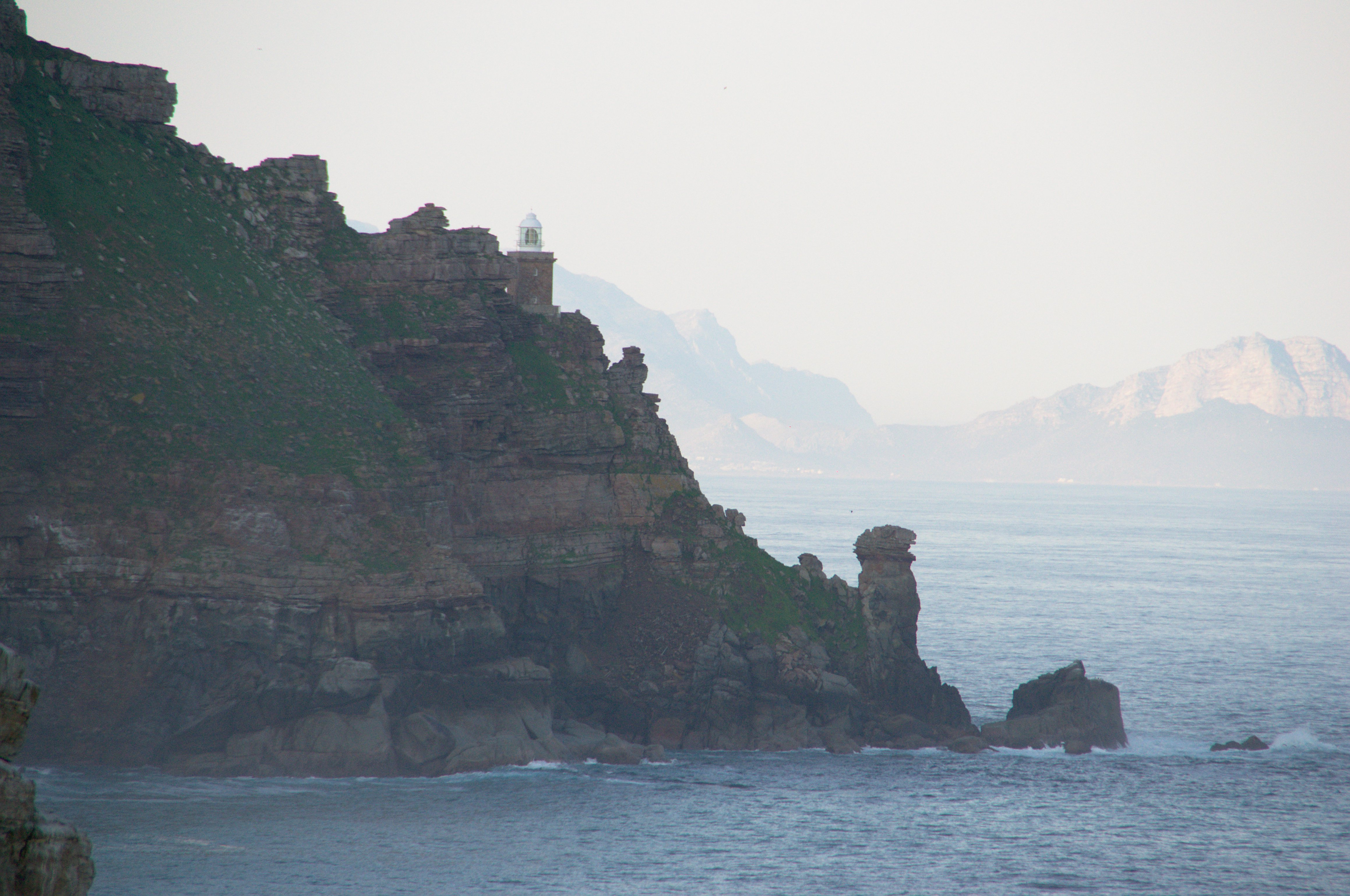
Punta del Capo e il nuovo faro visto da ovest. Oltre si scorge Falsa Baia.
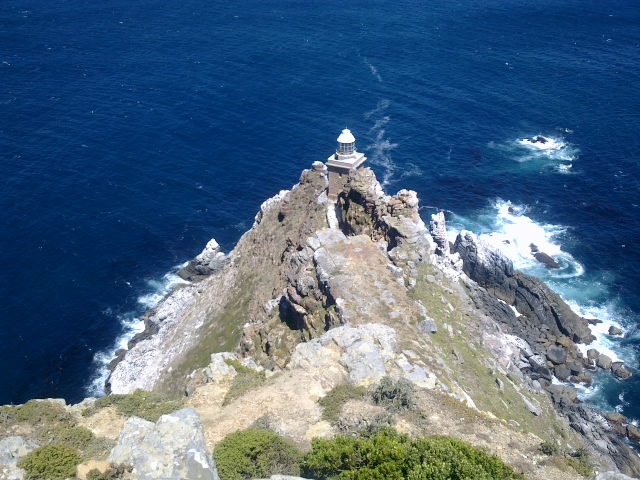
Uno squalo bianco emerge intorno a Dias Rock, appena al largo della punta